# 스비치코바
스비치코바 나 스메타네(체코어: Svíčková na smetaně), 간단히 스비치코바(체코어: Svíčková)는 체코의 고기 요리로, 체코에서 가장 널리 알려진 요리 중 하나다. 스비치코바는 체코어로 안심을 뜻하며, 이 요리는 전통적으로 야채(당근, 파슬리 뿌리, 셀러리악, 양파)와 함께 준비한 쇠고기 안심, 흑후추, 올스파이스, 월계수잎, 백리향으로 양념한 다음 더블 크림과 함께 끓인 것이다. 때때로 다른 쇠고기 부위를 사용하기도 한다. 일반적으로 빵 덤플링과 함께 제공된다.

## 종류
스비치코바는 크림(스메타나) 토핑과 함께 제공되며, 체코의 많은 레스토랑에서 크랜베리 소스와 레몬 한 조각을 곁들여 제공한다.
제1차 세계 대전 이후 미국으로 이주한 보헤미안 이민자들은 이 요리의 오래된 변형을 후대에 물려주었고, 지역적 취향과 제품 가용성이 요리법에 영향을 미쳤다. 예를 들어 시카고 지역에서 만든 스비치코바는 으깬 올스파이스와 월계수 잎을 뿌린 식초 기반 마리네이드에 야채를 넣는다.
체코의 채식 레스토랑도 고기를 사용하지 않고 이 요리를 만들기도 한다. 대신 이 요리는 보통 간장으로 만든 채식 등심을 사용하고 국물에는 고기를 넣지 않는다.